# Copa Libertadores da América de 2018
A Copa Libertadores da América de 2018, oficialmente CONMEBOL Libertadores 2018, foi a 59.ª edição da competição de futebol realizada anualmente pela Confederação Sul-Americana de Futebol (CONMEBOL). Participaram clubes das dez associações sul-americanas.
O River Plate sagrou-se campeão pela quarta vez ao derrotar o Boca Juniors na final, após empate em 2–2 no jogo de ida no Estádio La Bombonera, em Buenos Aires; e empate em 1–1 no jogo de volta no Estádio Santiago Bernabéu, em Madri, com vitória por 2–0 na prorrogação. O clube garantiu vaga na Copa do Mundo de Clubes da FIFA de 2018, sendo o representante da CONMEBOL na competição.

## Equipes classificadas
| País                                             | Equipe                    | Classificação                                               | Fase           |
| ------------------------------------------------ | ------------------------- | ----------------------------------------------------------- | -------------- |
| Argentina · (6 vagas + campeão da Sul-Americana) | Independiente             | Campeão da Copa Sul-Americana de 2017                       | Fase de grupos |
| Argentina · (6 vagas + campeão da Sul-Americana) | Boca Juniors              | Campeão do Campeonato Argentino 2016-17                     | Fase de grupos |
| Argentina · (6 vagas + campeão da Sul-Americana) | River Plate               | Vice-campeão do Campeonato Argentino 2016-17                | Fase de grupos |
| Argentina · (6 vagas + campeão da Sul-Americana) | Atlético Tucumán          | Finalista da Copa Argentina 2016-17                         | Fase de grupos |
| Argentina · (6 vagas + campeão da Sul-Americana) | Estudiantes               | 3º colocado do Campeonato Argentino 2016-17                 | Fase de grupos |
| Argentina · (6 vagas + campeão da Sul-Americana) | Racing                    | 4º colocado do Campeonato Argentino 2016-17                 | Fase de grupos |
| Argentina · (6 vagas + campeão da Sul-Americana) | Banfield                  | 5º colocado do Campeonato Argentino 2016-17                 | Segunda fase   |
| Bolívia · (4 vagas)                              | The Strongest             | Campeão do Torneio Apertura 2016                            | Fase de grupos |
| Bolívia · (4 vagas)                              | Bolívar                   | Campeão do Torneio Apertura 2017                            | Fase de grupos |
| Bolívia · (4 vagas)                              | Jorge Wilstermann         | Melhor pontuação no Torneio Clausura 2017                   | Segunda fase   |
| Bolívia · (4 vagas)                              | Oriente Petrolero         | Melhor pontuação na temporada 2016–17                       | Primeira fase  |
| Brasil · (7 vagas + atual campeão)               | Grêmio                    | Campeão da Copa Libertadores de 2017                        | Fase de grupos |
| Brasil · (7 vagas + atual campeão)               | Corinthians               | Campeão do Campeonato Brasileiro Série A 2017               | Fase de grupos |
| Brasil · (7 vagas + atual campeão)               | Cruzeiro                  | Campeão da Copa do Brasil 2017                              | Fase de grupos |
| Brasil · (7 vagas + atual campeão)               | Palmeiras                 | Vice-campeão do Campeonato Brasileiro Série A 2017          | Fase de grupos |
| Brasil · (7 vagas + atual campeão)               | Santos                    | 3º colocado no Campeonato Brasileiro Série A 2017           | Fase de grupos |
| Brasil · (7 vagas + atual campeão)               | Flamengo                  | 6º colocado no Campeonato Brasileiro Série A 2017           | Fase de grupos |
| Brasil · (7 vagas + atual campeão)               | Vasco da Gama             | 7º colocado no Campeonato Brasileiro Série A 2017           | Segunda fase   |
| Brasil · (7 vagas + atual campeão)               | Chapecoense               | 8º colocado no Campeonato Brasileiro Série A 2017           | Segunda fase   |
| Chile · (4 vagas)                                | Universidad de Chile      | Campeão do Torneio Clausura 2017                            | Fase de grupos |
| Chile · (4 vagas)                                | Colo-Colo                 | Campeão do Torneio Transición 2017                          | Fase de grupos |
| Chile · (4 vagas)                                | Santiago Wanderers        | Campeão da Copa Chile 2017                                  | Segunda fase   |
| Chile · (4 vagas)                                | Universidad de Concepción | Vencedor do duelo de vice-campeões da temporada 2017        | Segunda fase   |
| Colômbia · (4 vagas)                             | Atlético Nacional         | Campeão do Torneio Apertura 2017                            | Fase de grupos |
| Colômbia · (4 vagas)                             | Millonarios               | Campeão do Torneio Finalización 2017                        | Fase de grupos |
| Colômbia · (4 vagas)                             | Santa Fe                  | Melhor pontuação na temporada 2017                          | Segunda fase   |
| Colômbia · (4 vagas)                             | Junior de Barranquilla    | Campeão da Copa da Colômbia 2017                            | Segunda fase   |
| Equador · (4 vagas)                              | Emelec                    | Campeão do Campeonato Equatoriano 2017                      | Fase de grupos |
| Equador · (4 vagas)                              | Delfín                    | Vice-campeão do Campeonato Equatoriano 2017                 | Fase de grupos |
| Equador · (4 vagas)                              | Independiente del Valle   | Melhor pontuação na temporada 2017                          | Segunda fase   |
| Equador · (4 vagas)                              | Macará                    | 2ª melhor pontuação na temporada 2017                       | Primeira fase  |
| Paraguai · (4 vagas)                             | Cerro Porteño             | Campeão do Campeonato Paraguaio 2017 com a melhor pontuação | Fase de grupos |
| Paraguai · (4 vagas)                             | Libertad                  | Campeão do Campeonato Paraguaio 2017 com a pior pontuação   | Fase de grupos |
| Paraguai · (4 vagas)                             | Guaraní                   | Melhor pontuação na temporada 2017                          | Segunda fase   |
| Paraguai · (4 vagas)                             | Olimpia                   | 2ª melhor pontuação na temporada 2017                       | Primeira fase  |
| Peru · (4 vagas)                                 | Alianza Lima              | Campeão do Campeonato Descentralizado 2017                  | Fase de grupos |
| Peru · (4 vagas)                                 | Real Garcilaso            | Vice-campeão do Campeonato Descentralizado 2017             | Fase de grupos |
| Peru · (4 vagas)                                 | Melgar                    | Campeão do Torneio de Verano 2017                           | Segunda fase   |
| Peru · (4 vagas)                                 | Universitario             | Melhor pontuação na temporada 2017                          | Primeira fase  |
| Uruguai · (4 vagas)                              | Peñarol                   | Campeão do Campeonato Uruguaio 2017                         | Fase de grupos |
| Uruguai · (4 vagas)                              | Defensor Sporting         | Vice-campeão do Campeonato Uruguaio 2017                    | Fase de grupos |
| Uruguai · (4 vagas)                              | Nacional                  | Melhor pontuação na temporada 2017                          | Segunda fase   |
| Uruguai · (4 vagas)                              | Montevideo Wanderers      | 2ª melhor pontuação na temporada 2017                       | Primeira fase  |
| Venezuela · (4 vagas)                            | Monagas                   | Campeão do Campeonato Venezuelano 2017                      | Fase de grupos |
| Venezuela · (4 vagas)                            | Deportivo Lara            | Vice-campeão do Campeonato Venezuelano 2017                 | Fase de grupos |
| Venezuela · (4 vagas)                            | Carabobo                  | Melhor pontuação na temporada 2017                          | Segunda fase   |
| Venezuela · (4 vagas)                            | Deportivo Táchira         | 2ª melhor pontuação na temporada 2017                       | Primeira fase  |

## Calendário
O calendário de cada fase foi divulgado em 27 de setembro de 2017 e compreende as seguintes datas:
| Fase             | Ida                            | Volta                         |
| ---------------- | ------------------------------ | ----------------------------- |
| Primeira fase    | 22 de janeiro                  | 26 de janeiro                 |
| Segunda fase     | 30 de janeiro a 1 de fevereiro | 6–8 de fevereiro              |
| Terceira fase    | 13–15 de fevereiro             | 20–22 de fevereiro            |
| Fase de grupos   | 27 de fevereiro a 24 de maio   | 27 de fevereiro a 24 de maio  |
| Oitavas de final | 7–9 de agosto                  | 28–30 de agosto               |
| Quartas de final | 18–20 de setembro              | 2–4 de outubro                |
| Semifinais       | 23–25 de outubro               | 30 de outubro a 1 de novembro |
| Finais           | 11 de novembro                 | 9 de dezembro                 |

## Sorteio
O sorteio foi realizado no dia 20 de dezembro, no Centro de Convenções da CONMEBOL em Luque, no Paraguai.
Seguindo o ranking de clubes da CONMEBOL, a distribuição das equipes através dos potes se deu da seguinte maneira (entre parênteses a posição do clube no ranking):
|                | Pote 1 | Pote 1 | Pote 2 | Pote 2 |
| -------------- | --- | --- | --- | --- |
| Primeira fase  | - Montevideo Wanderers (70) - Oriente Petrolero (76) - Macará (208) | - Montevideo Wanderers (70) - Oriente Petrolero (76) - Macará (208) | - Olimpia (9) - Universitario (40) - Deportivo Táchira (46) | - Olimpia (9) - Universitario (40) - Deportivo Táchira (46) |
|                | Pote 1 | Pote 1 | Pote 2 | Pote 2 |
| Segunda fase   | - Chapecoense (89) - Banfield (91) - Santiago Wanderers (126) - Carabobo (161) - Universidad de Concepción (193)[a] - Vencedor primeira fase 1 - Vencedor primeira fase 2 - Vencedor primeira fase 3 | - Chapecoense (89) - Banfield (91) - Santiago Wanderers (126) - Carabobo (161) - Universidad de Concepción (193)[a] - Vencedor primeira fase 1 - Vencedor primeira fase 2 - Vencedor primeira fase 3 | - Nacional (5) - Santa Fe (21) - Guaraní (28) - Independiente del Valle (29) - Jorge Wilstermann (43) - Vasco da Gama (54) - Junior de Barranquilla (60) - Melgar (82) | - Nacional (5) - Santa Fe (21) - Guaraní (28) - Independiente del Valle (29) - Jorge Wilstermann (43) - Vasco da Gama (54) - Junior de Barranquilla (60) - Melgar (82)                    |
|                | Pote 1 | Pote 2 | Pote 3 | Pote 4 |
| Fase de grupos | - Grêmio (3) (CL) - River Plate (1) - Boca Juniors (2) - Atlético Nacional (4) - Peñarol (6) - Santos (11) - Corinthians (12) - Cruzeiro (13)                                                        | - Independiente (31) (CS) - Emelec (14) - Estudiantes (17) - Cerro Porteño (18) - Palmeiras (22) - Bolívar (23) - Libertad (24) - Universidad de Chile (25)                                          | - The Strongest (26) - Colo-Colo (27) - Racing (33) - Flamengo (35) - Defensor Sporting (36) - Alianza Lima (58) - Millonarios (65) - Real Garcilaso (68)              | - Atlético Tucumán (88) - Deportivo Lara (105) - Delfín (206) - Monagas (207) - Vencedor terceira fase 1 - Vencedor terceira fase 2 - Vencedor terceira fase 3 - Vencedor terceira fase 4 |

a. ^ Não definido no momento do sorteio.

## Fases preliminares

### Primeira fase
A primeira fase foi disputada por seis equipes provenientes de Bolívia, Equador, Paraguai, Peru, Uruguai e Venezuela, em partidas eliminatórias de ida e volta. Em caso de empate no placar agregado, a regra do gol fora de casa seria considerada e, persistindo a igualdade, a vaga seria definida na disputa por pênaltis.
| Chave | Equipe 1             | Total    | Equipe 2          | Ida | Volta |
| ----- | -------------------- | -------- | ----------------- | --- | ----- |
| E1    | Montevideo Wanderers | 0–2      | Olimpia           | 0–0 | 0–2   |
| E2    | Macará               | 1–1 (gf) | Deportivo Táchira | 1–1 | 0–0   |
| E3    | Oriente Petrolero    | 3–3 (gf) | Universitario     | 2–0 | 1–3   |

### Segunda fase
A segunda fase foi disputada por 16 equipes, sendo 13 delas provenientes de Argentina, Bolívia, Brasil, Chile, Colômbia, Equador, Paraguai, Peru, Uruguai e Venezuela, mais os três vencedores da fase anterior, em partidas eliminatórias de ida e volta. Em caso de empate no placar agregado, a regra do gol fora de casa seria considerada e, persistindo a igualdade, a vaga seria definida na disputa por pênaltis.
| Chave | Equipe 1                  | Total    | Equipe 2                | Ida | Volta |
| ----- | ------------------------- | -------- | ----------------------- | --- | ----- |
| C1    | Deportivo Táchira         | 2–3      | Santa Fe                | 2–3 | 0–0   |
| C2    | Chapecoense               | 0–2      | Nacional                | 0–1 | 0–1   |
| C3    | Oriente Petrolero         | 3–4      | Jorge Wilstermann       | 1–2 | 2–2   |
| C4    | Carabobo                  | 1–6      | Guaraní                 | 1–0 | 0–6   |
| C5    | Olimpia                   | 2–3      | Junior de Barranquilla  | 1–0 | 1–3   |
| C6    | Universidad de Concepción | 0–6      | Vasco da Gama           | 0–4 | 0–2   |
| C7    | Banfield                  | 3–3 (gf) | Independiente del Valle | 1–1 | 2–2   |
| C8    | Santiago Wanderers        | 2–1      | Melgar                  | 1–1 | 1–0   |

### Terceira fase
A terceira fase foi disputada pelas oito equipes vencedoras da fase anterior, em partidas eliminatórias de ida e volta. Os cruzamentos desta fase foram pré-determinados antes do sorteio. Em caso de empate no placar agregado, a regra do gol fora de casa seria considerada e, persistindo a igualdade, a vaga seria definida na disputa por pênaltis. Os vencedores de cada confronto se classificaram à fase de grupos.
| Chave | Equipe 1               | Total       | Equipe 2          | Ida | Volta |
| ----- | ---------------------- | ----------- | ----------------- | --- | ----- |
| G1    | Santiago Wanderers     | 1–5         | Santa Fe          | 1–2 | 0–3   |
| G2    | Banfield               | 2–3         | Nacional          | 2–2 | 0–1   |
| G3    | Vasco da Gama          | 4–4 (3–2 p) | Jorge Wilstermann | 4–0 | 0–4   |
| G4    | Junior de Barranquilla | 1–0         | Guaraní           | 1–0 | 0–0   |

### Classificação à Copa Sul-Americana
As duas melhores equipes entre as derrotadas na terceira fase foram transferidas para a segunda fase da Copa Sul-Americana 2018. Apenas as partidas disputadas na terceira fase foram contabilizadas para este ranking.
| Equipe             | Pts | J | V | E | D | GP | GC | SG | Qualificação       |
| ------------------ | --- | - | - | - | - | -- | -- | -- | ------------------ |
| Jorge Wilstermann  | 3   | 2 | 1 | 0 | 1 | 4  | 4  | 0  | Copa Sul-Americana |
| Banfield           | 1   | 2 | 0 | 1 | 1 | 2  | 3  | –1 | Copa Sul-Americana |
| Guaraní            | 1   | 2 | 0 | 1 | 1 | 0  | 1  | –1 | Eliminados         |
| Santiago Wanderers | 0   | 2 | 0 | 0 | 2 | 1  | 5  | –4 | Eliminados         |

## Fase de grupos
Os vencedores e os segundos classificados de cada grupo avançaram para as oitavas de final, enquanto os terceiros colocados foram transferidos para a Copa Sul-Americana de 2018.
| Legenda | Legenda                                                   |
| ------- | --------------------------------------------------------- |
|         | Classificados à fase final                                |
|         | Transferidos à segunda fase da Copa Sul-Americana de 2018 |
|         | Eliminados                                                |

### Grupo A
| Pos | Equipe            | Pts | J | V | E | D | GP | GC | SG  | Classificado               |  | GRE | CPO | DEF | MON |
| --- | ----------------- | --- | - | - | - | - | -- | -- | --- | -------------------------- |  | --- | --- | --- | --- |
| 1   | Grêmio            | 14  | 6 | 4 | 2 | 0 | 13 | 2  | +11 | Fase final                 |  | —   | 5–0 | 1–0 | 4–0 |
| 2   | Cerro Porteño     | 13  | 6 | 4 | 1 | 1 | 8  | 8  | 0   | Fase final                 |  | 0–0 | —   | 2–1 | 3–2 |
| 3   | Defensor Sporting | 4   | 6 | 1 | 1 | 4 | 5  | 7  | −2  | Play-offs da Sul-Americana |  | 1–1 | 0–1 | —   | 3–1 |
| 4   | Monagas           | 3   | 6 | 1 | 0 | 5 | 5  | 14 | −9  |                            |  | 1–2 | 0–2 | 1–0 | —   |

### Grupo B
| Pos | Equipe            | Pts | J | V | E | D | GP | GC | SG | Classificado               |  | ATN | COL | BOL | DEL |
| --- | ----------------- | --- | - | - | - | - | -- | -- | -- | -------------------------- |  | --- | --- | --- | --- |
| 1   | Atlético Nacional | 10  | 6 | 3 | 1 | 2 | 9  | 3  | +6 | Fase final                 |  | —   | 0–0 | 4–1 | 4–0 |
| 2   | Colo-Colo         | 8   | 6 | 2 | 2 | 2 | 5  | 5  | 0  | Fase final                 |  | 0–1 | —   | 2–0 | 0–2 |
| 3   | Bolívar           | 8   | 6 | 2 | 2 | 2 | 6  | 9  | −3 | Play-offs da Sul-Americana |  | 1–0 | 1–1 | —   | 2–1 |
| 4   | Delfín            | 7   | 6 | 2 | 1 | 3 | 6  | 9  | −3 |                            |  | 1–0 | 1–2 | 1–1 | —   |

### Grupo C
| Pos | Equipe           | Pts | J | V | E | D | GP | GC | SG  | Classificado               |  | LIB | TUC | PEN | STR |
| --- | ---------------- | --- | - | - | - | - | -- | -- | --- | -------------------------- |  | --- | --- | --- | --- |
| 1   | Libertad         | 13  | 6 | 4 | 1 | 1 | 10 | 4  | +6  | Fase final                 |  | —   | 0–0 | 2–1 | 3–0 |
| 2   | Atlético Tucumán | 10  | 6 | 3 | 1 | 2 | 7  | 6  | +1  | Fase final                 |  | 0–2 | —   | 1–0 | 3–0 |
| 3   | Peñarol          | 9   | 6 | 3 | 0 | 3 | 8  | 5  | +3  | Play-offs da Sul-Americana |  | 2–0 | 3–1 | —   | 2–0 |
| 4   | The Strongest    | 3   | 6 | 1 | 0 | 5 | 3  | 13 | −10 |                            |  | 1–3 | 1–2 | 1–0 | —   |

### Grupo D
| Pos | Equipe      | Pts | J | V | E | D | GP | GC | SG | Classificado               |  | RIV | FLA | SFE | EME |
| --- | ----------- | --- | - | - | - | - | -- | -- | -- | -------------------------- |  | --- | --- | --- | --- |
| 1   | River Plate | 12  | 6 | 3 | 3 | 0 | 6  | 3  | +3 | Fase final                 |  | —   | 0–0 | 0–0 | 2–1 |
| 2   | Flamengo    | 10  | 6 | 2 | 4 | 0 | 7  | 4  | +3 | Fase final                 |  | 2–2 | —   | 1–1 | 2–0 |
| 3   | Santa Fe    | 7   | 6 | 1 | 4 | 1 | 5  | 3  | +2 | Play-offs da Sul-Americana |  | 0–1 | 0–0 | —   | 1–1 |
| 4   | Emelec      | 1   | 6 | 0 | 1 | 5 | 3  | 11 | −8 |                            |  | 0–1 | 1–2 | 0–3 | —   |

### Grupo E
| Pos | Equipe               | Pts | J | V | E | D | GP | GC | SG  | Classificado               |  | CRU | RAC | VAS | UCH |
| --- | -------------------- | --- | - | - | - | - | -- | -- | --- | -------------------------- |  | --- | --- | --- | --- |
| 1   | Cruzeiro             | 11  | 6 | 3 | 2 | 1 | 15 | 5  | +10 | Fase final                 |  | —   | 2–1 | 0–0 | 7–0 |
| 2   | Racing               | 11  | 6 | 3 | 2 | 1 | 12 | 6  | +6  | Fase final                 |  | 4–2 | —   | 4–0 | 1–0 |
| 3   | Vasco da Gama        | 5   | 6 | 1 | 2 | 3 | 3  | 10 | −7  | Play-offs da Sul-Americana |  | 0–4 | 1–1 | —   | 0–1 |
| 4   | Universidad de Chile | 5   | 6 | 1 | 2 | 3 | 2  | 11 | −9  |                            |  | 0–0 | 1–1 | 0–2 | —   |

### Grupo F
| Pos | Equipe         | Pts | J | V | E | D | GP | GC | SG | Classificado               |  | SAN | EST | CNF | RGA |
| --- | -------------- | --- | - | - | - | - | -- | -- | -- | -------------------------- |  | --- | --- | --- | --- |
| 1   | Santos         | 10  | 6 | 3 | 1 | 2 | 6  | 4  | +2 | Fase final                 |  | —   | 2–0 | 3–1 | 0–0 |
| 2   | Estudiantes    | 8   | 6 | 2 | 2 | 2 | 6  | 4  | +2 | Fase final                 |  | 0–1 | —   | 3–1 | 3–0 |
| 3   | Nacional       | 8   | 6 | 2 | 2 | 2 | 7  | 6  | +1 | Play-offs da Sul-Americana |  | 1–0 | 0–0 | —   | 4–0 |
| 4   | Real Garcilaso | 6   | 6 | 1 | 3 | 2 | 2  | 7  | −5 |                            |  | 2–0 | 0–0 | 0–0 | —   |

### Grupo G
| Pos | Equipe         | Pts | J | V | E | D | GP | GC | SG  | Classificado               |  | COR | IND | MIL | LAR |
| --- | -------------- | --- | - | - | - | - | -- | -- | --- | -------------------------- |  | --- | --- | --- | --- |
| 1   | Corinthians    | 10  | 6 | 3 | 1 | 2 | 11 | 5  | +6  | Fase final                 |  | —   | 1–2 | 0–1 | 2–0 |
| 2   | Independiente  | 10  | 6 | 3 | 1 | 2 | 6  | 4  | +2  | Fase final                 |  | 0–1 | —   | 1–0 | 2–0 |
| 3   | Millonarios    | 8   | 6 | 2 | 2 | 2 | 7  | 4  | +3  | Play-offs da Sul-Americana |  | 0–0 | 1–1 | —   | 4–0 |
| 4   | Deportivo Lara | 6   | 6 | 2 | 0 | 4 | 5  | 16 | −11 |                            |  | 2–7 | 1–0 | 2–1 | —   |

### Grupo H
| Pos | Equipe                 | Pts | J | V | E | D | GP | GC | SG  | Classificado               |  | PAL | BOC | JUN | ALI |
| --- | ---------------------- | --- | - | - | - | - | -- | -- | --- | -------------------------- |  | --- | --- | --- | --- |
| 1   | Palmeiras              | 16  | 6 | 5 | 1 | 0 | 14 | 3  | +11 | Fase final                 |  | —   | 1–1 | 3–1 | 2–0 |
| 2   | Boca Juniors           | 9   | 6 | 2 | 3 | 1 | 8  | 4  | +4  | Fase final                 |  | 0–2 | —   | 1–0 | 5–0 |
| 3   | Junior de Barranquilla | 7   | 6 | 2 | 1 | 3 | 5  | 8  | −3  | Play-offs da Sul-Americana |  | 0–3 | 1–1 | —   | 1–0 |
| 4   | Alianza Lima           | 1   | 6 | 0 | 1 | 5 | 1  | 13 | −12 |                            |  | 1–3 | 0–0 | 0–2 | —   |

## Fase final
Após a conclusão da fase de grupos, o sorteio que definiu o chaveamento das equipes classificadas a partir das oitavas de final até a final foi realizado em 4 de junho no Centro de Convenções da CONMEBOL em Luque, no Paraguai.
As equipes que finalizaram em primeiro lugar na fase de grupos (pote 1 no sorteio) enfrentam as equipes equipes que finalizaram em segundo lugar (pote 2), pondendo ser sorteadas equipes de um mesmo país ou que integram o mesmo grupo na fase anterior. A pontuação obtida na fase de grupos serve para a definição dos mandos de campo até a final, com as equipes melhores posicionadas sempre realizando o jogo de volta como local (numerados de 1 a 16).
Equipes classificadas
| Nº | Primeiros dos grupos | Pts | SG  | Gr. |
| -- | -------------------- | --- | --- | --- |
| 1  | Palmeiras            | 16  | +11 | H   |
| 2  | Grêmio               | 14  | +11 | A   |
| 3  | Libertad             | 13  | +6  | C   |
| 4  | River Plate          | 12  | +3  | D   |
| 5  | Cruzeiro             | 11  | +10 | E   |
| 6  | Corinthians          | 10  | +6  | G   |
| 7  | Atlético Nacional    | 10  | +6  | B   |
| 8  | Santos               | 10  | +2  | F   |

| Nº | Segundos dos grupos | Pts | SG | Gr. |
| -- | ------------------- | --- | -- | --- |
| 9  | Cerro Porteño       | 13  | 0  | A   |
| 10 | Racing              | 11  | +6 | E   |
| 11 | Flamengo            | 10  | +3 | D   |
| 12 | Independiente       | 10  | +2 | G   |
| 13 | Atlético Tucumán    | 10  | +1 | C   |
| 14 | Boca Juniors        | 9   | +4 | H   |
| 15 | Estudiantes         | 8   | +2 | F   |
| 16 | Colo-Colo           | 8   | 0  | B   |

### Esquema
Os times que estão na parte superior do confronto possuem o mando de campo no primeiro jogo e em negrito os times classificados.
|  | Oitavas de final  | Oitavas de final  | Oitavas de final | Oitavas de final |   |                  | Quartas de final              | Quartas de final              | Quartas de final              | Quartas de final              |  |                  | Semifinais         | Semifinais         | Semifinais         | Semifinais         |              |   | Final                          | Final                          | Final                          | Final                          |
|  | 7 a 30 de agosto  | 7 a 30 de agosto  | 7 a 30 de agosto | 7 a 30 de agosto |   |                  | 18 de setembro a 4 de outubro | 18 de setembro a 4 de outubro | 18 de setembro a 4 de outubro | 18 de setembro a 4 de outubro |  |                  | 23 a 31 de outubro | 23 a 31 de outubro | 23 a 31 de outubro | 23 a 31 de outubro |              |   | 11 de novembro e 9 de dezembro | 11 de novembro e 9 de dezembro | 11 de novembro e 9 de dezembro | 11 de novembro e 9 de dezembro |
|  |                   |                   |                  |                  |   |                  |                               |                               |                               |                               |  |                  |                    |                    |                    |                    |              |   |                                |                                |                                |                                |
|  | Boca Juniors      | 2                 | 4                | 6                |   |                  |                               |                               |                               |                               |  |                  |                    |                    |                    |                    |              |   |                                |                                |                                |                                |
|  | Libertad          | 0                 | 2                | 2                |   |                  |                               |                               |                               |                               |  |                  |                    |                    |                    |                    |              |   |                                |                                |                                |                                |
|  | Libertad          | 0                 | 2                | 2                |   | Boca Juniors     | 2                             | 1                             | 3                             |                               |  |                  |                    |                    |                    |                    |              |   |                                |                                |                                |                                |
|  |                   |                   |                  |                  |   | Boca Juniors     | 2                             | 1                             | 3                             |                               |  |                  |                    |                    |                    |                    |              |   |                                |                                |                                |                                |
|  |                   | Cruzeiro          | 0                | 1                | 1 |                  |                               |                               |                               |                               |  |                  |                    |                    |                    |                    |              |   |                                |                                |                                |                                |
|  | Flamengo          | Cruzeiro          | 0                | 1                | 1 | 0                | 1                             | 1                             |                               |                               |  |                  |                    |                    |                    |                    |              |   |                                |                                |                                |                                |
|  | Flamengo          |                   |                  |                  |   | 0                | 1                             | 1                             |                               |                               |  |                  |                    |                    |                    |                    |              |   |                                |                                |                                |                                |
|  | Cruzeiro          | 2                 | 0                | 2                |   |                  |                               |                               |                               |                               |  |                  |                    |                    |                    |                    |              |   |                                |                                |                                |                                |
|  | Cruzeiro          | 2                 | 0                | 2                |   |                  |                               |                               |                               |                               |  | Boca Juniors     | 2                  | 2                  | 4                  |                    |              |   |                                |                                |                                |                                |
|  |                   |                   |                  |                  |   |                  |                               |                               |                               |                               |  | Boca Juniors     | 2                  | 2                  | 4                  |                    |              |   |                                |                                |                                |                                |
|  |                   | Palmeiras         | 0                | 2                | 2 |                  |                               |                               |                               |                               |  |                  |                    |                    |                    |                    |              |   |                                |                                |                                |                                |
|  | Colo-Colo (gf)    | Palmeiras         | 0                | 2                | 2 | 1                | 1                             | 2                             |                               |                               |  |                  |                    |                    |                    |                    |              |   |                                |                                |                                |                                |
|  | Colo-Colo (gf)    |                   |                  |                  |   | 1                | 1                             | 2                             |                               |                               |  |                  |                    |                    |                    |                    |              |   |                                |                                |                                |                                |
|  | Corinthians       | 0                 | 2                | 2                |   |                  |                               |                               |                               |                               |  |                  |                    |                    |                    |                    |              |   |                                |                                |                                |                                |
|  | Corinthians       | 0                 | 2                | 2                |   | Colo-Colo        | 0                             | 0                             | 0                             |                               |  |                  |                    |                    |                    |                    |              |   |                                |                                |                                |                                |
|  |                   |                   |                  |                  |   | Colo-Colo        | 0                             | 0                             | 0                             |                               |  |                  |                    |                    |                    |                    |              |   |                                |                                |                                |                                |
|  |                   | Palmeiras         | 2                | 2                | 4 |                  |                               |                               |                               |                               |  |                  |                    |                    |                    |                    |              |   |                                |                                |                                |                                |
|  | Cerro Porteño     | Palmeiras         | 2                | 2                | 4 | 0                | 1                             | 1                             |                               |                               |  |                  |                    |                    |                    |                    |              |   |                                |                                |                                |                                |
|  | Cerro Porteño     |                   |                  |                  |   | 0                | 1                             | 1                             |                               |                               |  |                  |                    |                    |                    |                    |              |   |                                |                                |                                |                                |
|  | Palmeiras         | 2                 | 0                | 2                |   |                  |                               |                               |                               |                               |  |                  |                    |                    |                    |                    |              |   |                                |                                |                                |                                |
|  | Palmeiras         | 2                 | 0                | 2                |   |                  |                               |                               |                               |                               |  |                  |                    |                    |                    |                    | Boca Juniors | 2 | 1                              | 3                              |                                |                                |
|  |                   |                   |                  |                  |   |                  |                               |                               |                               |                               |  |                  |                    |                    |                    |                    |              | 2 | 1                              | 3                              |                                |                                |
|  |                   | River Plate (pro) | 2                | 3                | 5 |                  |                               |                               |                               |                               |  |                  |                    |                    |                    |                    |              |   |                                |                                |                                |                                |
|  | Independiente[ª]  | River Plate (pro) | 2                | 3                | 5 | 3                | 0                             | 3                             |                               |                               |  |                  |                    |                    |                    |                    |              |   |                                |                                |                                |                                |
|  | Independiente[ª]  |                   |                  |                  |   | 3                | 0                             | 3                             |                               |                               |  |                  |                    |                    |                    |                    |              |   |                                |                                |                                |                                |
|  | Santos            | 0                 | 0                | 0                |   |                  |                               |                               |                               |                               |  |                  |                    |                    |                    |                    |              |   |                                |                                |                                |                                |
|  | Santos            | 0                 | 0                | 0                |   | Independiente    | 0                             | 1                             | 1                             |                               |  |                  |                    |                    |                    |                    |              |   |                                |                                |                                |                                |
|  |                   |                   |                  |                  |   | Independiente    | 0                             | 1                             | 1                             |                               |  |                  |                    |                    |                    |                    |              |   |                                |                                |                                |                                |
|  |                   | River Plate       | 0                | 3                | 3 |                  |                               |                               |                               |                               |  |                  |                    |                    |                    |                    |              |   |                                |                                |                                |                                |
|  | Racing            | River Plate       | 0                | 3                | 3 | 0                | 0                             | 0                             |                               |                               |  |                  |                    |                    |                    |                    |              |   |                                |                                |                                |                                |
|  | Racing            |                   |                  |                  |   | 0                | 0                             | 0                             |                               |                               |  |                  |                    |                    |                    |                    |              |   |                                |                                |                                |                                |
|  | River Plate       | 0                 | 3                | 3                |   |                  |                               |                               |                               |                               |  |                  |                    |                    |                    |                    |              |   |                                |                                |                                |                                |
|  | River Plate       | 0                 | 3                | 3                |   |                  |                               |                               |                               |                               |  | River Plate (gf) | 0                  | 2                  | 2                  |                    |              |   |                                |                                |                                |                                |
|  |                   |                   |                  |                  |   |                  |                               |                               |                               |                               |  | River Plate (gf) | 0                  | 2                  | 2                  |                    |              |   |                                |                                |                                |                                |
|  |                   | Grêmio            | 1                | 1                | 2 |                  |                               |                               |                               |                               |  |                  |                    |                    |                    |                    |              |   |                                |                                |                                |                                |
|  | Atlético Tucumán  | Grêmio            | 1                | 1                | 2 | 2                | 0                             | 2                             |                               |                               |  |                  |                    |                    |                    |                    |              |   |                                |                                |                                |                                |
|  | Atlético Tucumán  |                   |                  |                  |   | 2                | 0                             | 2                             |                               |                               |  |                  |                    |                    |                    |                    |              |   |                                |                                |                                |                                |
|  | Atlético Nacional | 0                 | 1                | 1                |   |                  |                               |                               |                               |                               |  |                  |                    |                    |                    |                    |              |   |                                |                                |                                |                                |
|  | Atlético Nacional | 0                 | 1                | 1                |   | Atlético Tucumán | 0                             | 0                             | 0                             |                               |  |                  |                    |                    |                    |                    |              |   |                                |                                |                                |                                |
|  |                   |                   |                  |                  |   | Atlético Tucumán | 0                             | 0                             | 0                             |                               |  |                  |                    |                    |                    |                    |              |   |                                |                                |                                |                                |
|  |                   | Grêmio            | 2                | 4                | 6 |                  |                               |                               |                               |                               |  |                  |                    |                    |                    |                    |              |   |                                |                                |                                |                                |
|  | Estudiantes       | Grêmio            | 2                | 4                | 6 | 2                | 1                             | 3 (3)                         |                               |                               |  |                  |                    |                    |                    |                    |              |   |                                |                                |                                |                                |
|  | Estudiantes       |                   |                  |                  |   | 2                | 1                             | 3 (3)                         |                               |                               |  |                  |                    |                    |                    |                    |              |   |                                |                                |                                |                                |
|  | Grêmio (pen)      | 1                 | 2                | 3 (5)            |   |                  |                               |                               |                               |                               |  |                  |                    |                    |                    |                    |              |   |                                |                                |                                |                                |

- ª ^ Foi atribuída a vitória ao Independiente por 3–0 no jogo de ida devido a escalação irregular de Carlos Sánchez por parte do Santos. Originalmente a partida foi 0–0.[23]

### Final
Jogo de ida
| 11 de novembro[a] | Boca Juniors              | 2 – 2     | River Plate                        | Estádio La Bombonera, Buenos Aires                            |
| 16:00 (UTC−3)     | Ábila 33' · Benedetto 45' | Relatório | Pratto 35' · Izquierdoz 60' (g.c.) | Público: 49 000[carece de fontes?] Árbitro: CHI Roberto Tobar |

Jogo de volta
| 9 de dezembro[b] | River Plate                                     | 3 – 1 (pro) | Boca Juniors  | Estádio Santiago Bernabéu, Madrid[b]      |
| 20:30 (UTC+1)    | Pratto 67' · Quintero 108' · G. Martínez 120+1' | Relatório   | Benedetto 43' | Público: 62 282 Árbitro: URU Andrés Cunha |

## Premiação
| Copa Libertadores da América de 2018 |
| Argentina                            |
| ------------------------------------ |
| RIVER PLATE Campeão (4º título)      |

## Estatísticas
| Jogador          | Equipe       | Gols |
| ---------------- | ------------ | ---- |
| Miguel Borja     | Palmeiras    | 9    |
| Wilson Morelo    | Santa Fe     | 9    |
| Jadson           | Corinthians  | 6    |
| Darío Benedetto  | Boca Juniors | 5    |
| Everton          | Grêmio       | 5    |
| Lautaro Martínez | Racing       | 5    |
| Lucas Pratto     | River Plate  | 5    |
| Óscar Cardozo    | Libertad     | 5    |
| Ramón Ábila      | Boca Juniors | 5    |
| Sassá            | Cruzeiro     | 5    |
| Thiago Neves     | Cruzeiro     | 5    |

| Jogador        | Equipe            | Assis. |
| -------------- | ----------------- | ------ |
| Egídio         | Cruzeiro          | 6      |
| Cristian Pavón | Boca Juniors      | 5      |
| Serginho       | Jorge Wilstermann | 5      |
| Anderson Plata | Santa Fe          | 4      |
| Moisés         | Palmeiras         | 4      |

### Hat-tricks
| Jogador          | Clube       | Adversário             | Placar | Data            | Ref.   |
| ---------------- | ----------- | ---------------------- | ------ | --------------- | ------ |
| Lautaro Martínez | Racing      | Cruzeiro               | 4–2    | 27 de fevereiro | [ 27 ] |
| Ayron del Valle  | Millonarios | Deportivo Lara         | 4–0    | 17 de abril     | [ 28 ] |
| Miguel Borja     | Palmeiras   | Junior de Barranquilla | 3–1    | 16 de maio      | [ 29 ] |
| Jadson           | Corinthians | Deportivo Lara         | 7–2    | 17 de maio      | [ 30 ] |

## Maiores públicos
Esses são os dez maiores públicos do campeonato:[carece de fontes?]
| Nº | Público | Mandante     | Placar | Visitante     | Estádio             | Data           | Fase      | Ref.   |
| -- | ------- | ------------ | ------ | ------------- | ------------------- | -------------- | --------- | ------ |
| 1  | 62 282  | River Plate  | 3–1    | Boca Juniors  | Santiago Bernabéu   | 9 de dezembro  | Final     | [ 24 ] |
| 2  | 62 000  | River Plate  | 0–1    | Grêmio        | Monumental de Núñez | 23 de outubro  | Semifinal |        |
| 3  | 61 000  | River Plate  | 0–0    | Santa Fe      | Monumental de Núñez | 5 de abril     | Grupo D   |        |
| 4  | 60 000  | River Plate  | 3–1    | Independiente | Monumental de Núñez | 2 de outubro   | Quartas   |        |
| 5  | 56 791  | Cruzeiro     | 1–1    | Boca Juniors  | Mineirão            | 4 de outubro   | Quartas   | [ 31 ] |
| 6  | 53 571  | Grêmio       | 1–2    | River Plate   | Arena do Grêmio     | 30 de outubro  | Semifinal | [ 32 ] |
| 7  | 52 706  | Cruzeiro     | 0–1    | Flamengo      | Mineirão            | 29 de agosto   | Oitavas   | [ 33 ] |
| 8  | 50 000  | River Plate  | 2–1    | Emelec        | Monumental de Núñez | 26 de abril    | Grupo D   |        |
| 8  | 50 000  | Boca Juniors | 5–0    | Alianza Lima  | La Bombonera        | 16 de maio     | Grupo H   |        |
| 8  | 50 000  | River Plate  | 3–0    | Racing        | Monumental de Núñez | 29 de agosto   | Oitavas   |        |
| 8  | 50 000  | Boca Juniors | 2–0    | Cruzeiro      | La Bombonera        | 19 de setembro | Quartas   |        |
| 8  | 50 000  | Boca Juniors | 2–0    | Palmeiras     | La Bombonera        | 24 de outubro  | Semifinal |        |

## Classificação geral
Oficialmente a CONMEBOL não reconhece uma classificação geral de participantes na Copa Libertadores. A tabela a seguir classifica as equipes de acordo com a fase alcançada e considerando os critérios de desempate.
| Campeão                         |                        |    |    |   |   |   |    |    |     |
| 1                               | River Plate            | 27 | 14 | 7 | 6 | 1 | 18 | 9  | +9  |
| Vice-campeão                    |                        |    |    |   |   |   |    |    |     |
| 2                               | Boca Juniors           | 24 | 14 | 6 | 6 | 2 | 24 | 13 | +11 |
| Eliminados nas semifinais       |                        |    |    |   |   |   |    |    |     |
| 3                               | Grêmio                 | 26 | 12 | 8 | 2 | 2 | 24 | 7  | +17 |
| 4                               | Palmeiras              | 26 | 12 | 8 | 2 | 2 | 22 | 8  | +14 |
| Eliminados nas quartas de final |                        |    |    |   |   |   |    |    |     |
| 5                               | Cruzeiro               | 15 | 10 | 4 | 3 | 3 | 18 | 9  | +9  |
| 6                               | Independiente          | 15 | 10 | 4 | 3 | 3 | 10 | 7  | +3  |
| 7                               | Atlético Tucumán       | 13 | 10 | 4 | 1 | 5 | 9  | 13 | –4  |
| 8                               | Colo-Colo              | 11 | 10 | 3 | 2 | 5 | 7  | 11 | –4  |
| Eliminados na oitavas de final  |                        |    |    |   |   |   |    |    |     |
| 9                               | Cerro Porteño          | 16 | 8  | 5 | 1 | 2 | 9  | 10 | –1  |
| 10                              | Corinthians            | 13 | 8  | 4 | 1 | 3 | 13 | 7  | +6  |
| 11                              | Atlético Nacional      | 13 | 8  | 4 | 1 | 3 | 10 | 5  | +5  |
| 12                              | Libertad               | 13 | 8  | 4 | 1 | 3 | 12 | 10 | +2  |
| 13                              | Flamengo               | 13 | 8  | 3 | 4 | 1 | 8  | 6  | +2  |
| 14                              | Racing                 | 12 | 8  | 3 | 3 | 2 | 12 | 9  | +3  |
| 15                              | Estudiantes            | 11 | 8  | 3 | 2 | 3 | 9  | 7  | +2  |
| 16                              | Santos                 | 11 | 8  | 3 | 2 | 3 | 6  | 7  | –1  |
| Eliminados na fase de grupos    |                        |    |    |   |   |   |    |    |     |
| 17                              | Nacional               | 18 | 10 | 5 | 3 | 2 | 12 | 8  | +4  |
| 18                              | Santa Fe               | 17 | 10 | 4 | 5 | 1 | 13 | 6  | +7  |
| 19                              | Vasco da Gama          | 14 | 10 | 4 | 2 | 4 | 13 | 14 | –1  |
| 20                              | Junior de Barranquilla | 14 | 10 | 4 | 2 | 4 | 9  | 10 | –1  |
| 21                              | Peñarol                | 9  | 6  | 3 | 0 | 3 | 8  | 5  | +3  |
| 22                              | Millonarios            | 8  | 6  | 2 | 2 | 2 | 7  | 4  | +3  |
| 23                              | Bolívar                | 8  | 6  | 2 | 2 | 2 | 6  | 9  | –3  |

| Eliminados na fase de grupos |                           |     |   |   |   |   |    |    |     |
| Pos                          | Times                     | Pts | J | V | E | D | GP | GC | SG  |
| 24                           | Delfín                    | 7   | 6 | 2 | 1 | 3 | 6  | 9  | –3  |
| 25                           | Real Garcilaso            | 6   | 6 | 1 | 3 | 2 | 2  | 7  | –5  |
| 26                           | Deportivo Lara            | 6   | 6 | 2 | 0 | 4 | 5  | 16 | –11 |
| 27                           | Universidad de Chile      | 5   | 6 | 1 | 2 | 3 | 2  | 11 | –9  |
| 28                           | Defensor Sporting         | 4   | 6 | 1 | 1 | 4 | 5  | 7  | –2  |
| 29                           | Monagas                   | 3   | 6 | 1 | 0 | 5 | 5  | 14 | –9  |
| 30                           | The Strongest             | 3   | 6 | 1 | 0 | 5 | 3  | 13 | –10 |
| 31                           | Emelec                    | 1   | 6 | 0 | 1 | 5 | 3  | 11 | –8  |
| 32                           | Alianza Lima              | 1   | 6 | 0 | 1 | 5 | 1  | 13 | –12 |
| Eliminados na terceira fase  |                           |     |   |   |   |   |    |    |     |
| 33                           | Jorge Wilstermann         | 7   | 4 | 2 | 1 | 1 | 8  | 7  | +1  |
| 34                           | Guaraní                   | 4   | 4 | 1 | 1 | 2 | 6  | 2  | +4  |
| 35                           | Santiago Wanderers        | 4   | 4 | 1 | 1 | 2 | 3  | 6  | –3  |
| 36                           | Banfield                  | 3   | 4 | 0 | 3 | 1 | 5  | 6  | –1  |
| Eliminados na segunda fase   |                           |     |   |   |   |   |    |    |     |
| 37                           | Olimpia                   | 7   | 4 | 2 | 1 | 1 | 4  | 3  | +1  |
| 38                           | Oriente Petrolero         | 4   | 4 | 1 | 1 | 2 | 6  | 7  | –1  |
| 39                           | Deportivo Táchira         | 3   | 4 | 0 | 3 | 1 | 3  | 4  | –1  |
| 40                           | Carabobo                  | 3   | 2 | 1 | 0 | 1 | 1  | 6  | –5  |
| 41                           | Independiente del Valle   | 2   | 2 | 0 | 2 | 0 | 3  | 3  | 0   |
| 42                           | Melgar                    | 1   | 2 | 0 | 1 | 1 | 1  | 2  | –1  |
| 43                           | Chapecoense               | 0   | 2 | 0 | 0 | 2 | 0  | 2  | –2  |
| 44                           | Universidad de Concepción | 0   | 2 | 0 | 0 | 2 | 0  | 6  | –6  |
| Eliminados na primeira fase  |                           |     |   |   |   |   |    |    |     |
| 45                           | Universitario             | 3   | 2 | 1 | 0 | 1 | 3  | 3  | 0   |
| 46                           | Macará                    | 2   | 2 | 0 | 2 | 0 | 1  | 1  | 0   |
| 47                           | Montevideo Wanderers      | 1   | 2 | 0 | 1 | 1 | 0  | 2  | –2  |

|  |                                                           |
|  | Classificado à Copa do Mundo de Clubes da FIFA de 2018    |
|  | Transferidos à segunda fase da Copa Sul-Americana de 2018 |